# Friedrich Lutzmann

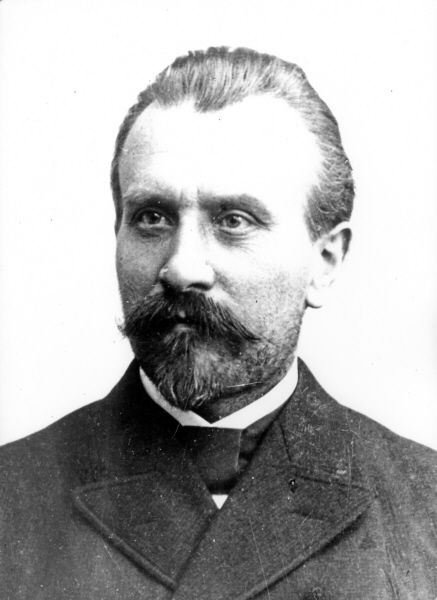
Friedrich Lutzmann

Friedrich Leopold Christoph Lutzmann (* 5. April 1859 in Nienburg (Saale); † 23. April 1930 in Dessau) war ein deutscher Erfinder, Konstrukteur und Unternehmer. Er war mit zwei seiner Motorwagen neben Carl Benz und Gottlieb Daimler einer von vier Ausstellern auf der Ersten Internationalen Automobil-Ausstellung (IAA) 1897. Die Gebrüder Opel kauften 1899 seine Dessauer Motorwagenfabrik und stiegen damit in den Automobilbau ein. Sie machten Lutzmann zum Direktor der Opel-Fahrzeugwerke und produzierten mit dem Opel Patentmotorwagen „System Lutzmann“ ihr erstes Automobil. Die Kooperation mit Lutzmann dauerte zwei Jahre.

## Biographie

### Erste Schritte und Ausbildung
Friedrich Lutzmann wurde 1859 in der Stadt Nienburg an der Saale als Sohn von Christian Carl Lutzmann, der eine Anstellung als herzoglicher Steueraufseher und Kreiskassenkontrolleur innehatte, und dessen Frau Karoline Frederike (geborene Krause) geboren. Er war der älteste Sohn der Familie und hatte mit seinen Geschwistern Richard, Albert und Anna zwei Brüder und eine Schwester. Seine Schulausbildung begann mit dem Besuch der Bürgerschule in seiner Heimatstadt Nienburg, zwischen seinem 10. und 16. Lebensjahr besuchte er die Gymnasien in Dessau und Köthen. Anschließend folgte eine Lehrausbildung als Bauschlosser und Spengler über drei Jahre und eine Ausbildung zum Werkzeugschmied für ein Jahr. Den Ausbildungen folgten eine Wanderschaft, auf der er in Kunst- und Baumaschinenschlossereien in Leipzig, Apolda und Koblenz tätig war, sowie die Zeit beim Militär.
Nach der Militärzeit arbeitete Lutzmann bei der Dessau-Cottbuser-Maschinenbau-Actien-Gesellschaft in Cottbus und danach bei der Verwaltung der Dessauer Gasanstalt, bei der er für die Verlegung der Gasrohrleitungen sowie der Installation von Gasapparaten und Dampfkesseln zuständig war. Es folgte eine Tätigkeit in der Maschinenfabrik von Richard Baumbach in Dessau und danach eine erneute Wanderschaft durch verschiedene Kunstschlossereien, vor allem in Dresden in der Kunstschlosserei von Herrmann Darme. Inspiriert durch die Ausstellungsstücke in der Dresdner Kunstgewerbeausstellung ging er nach Wien, um dort in der damals bekannten Werkstatt des königlich-kaiserlichen Hofkunstschlossers zu arbeiten.

### Als Kunstschlosser in Dessau

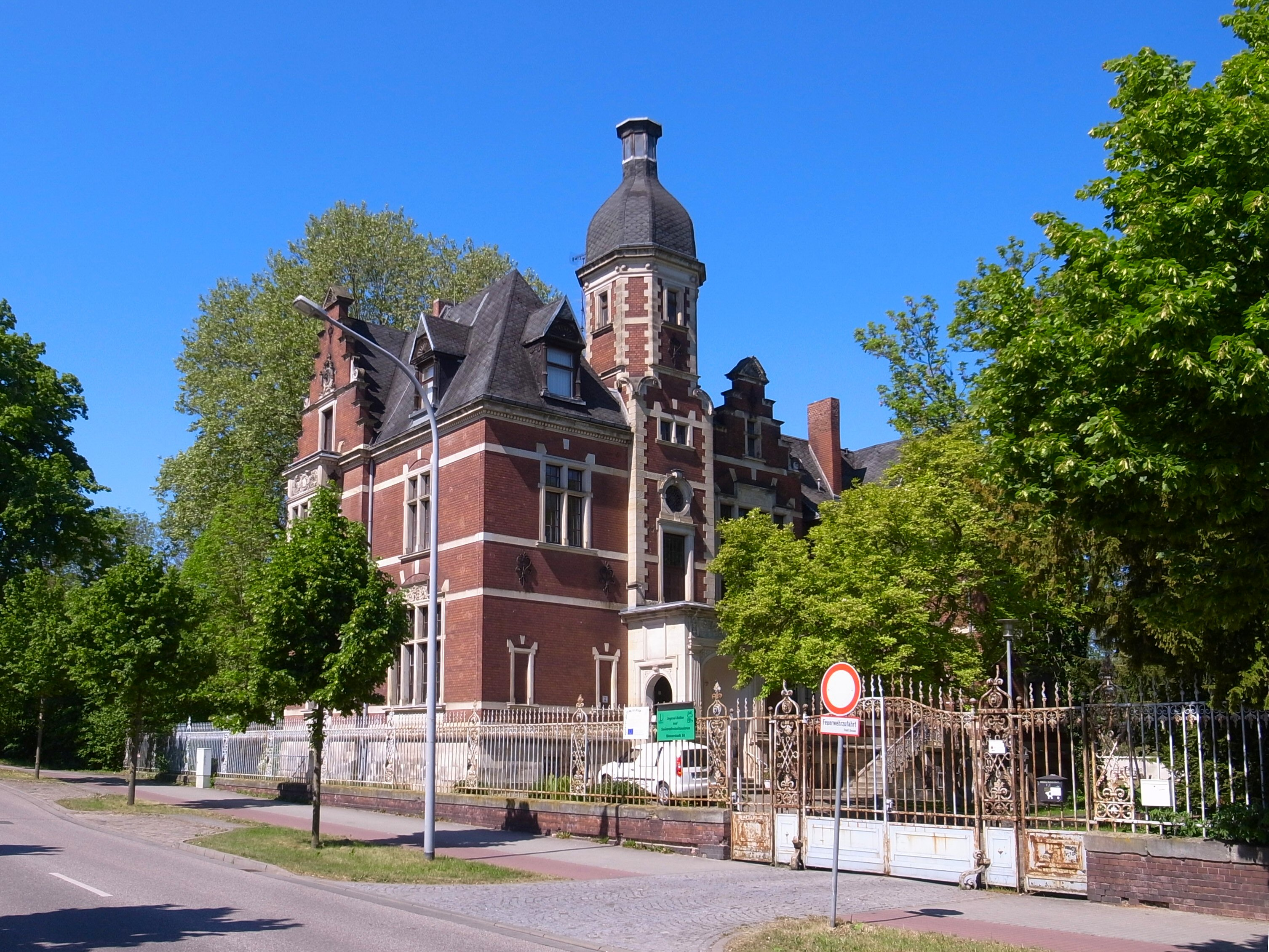
Zaun am „Krötenhof“ (ehem. Villa Meinert)

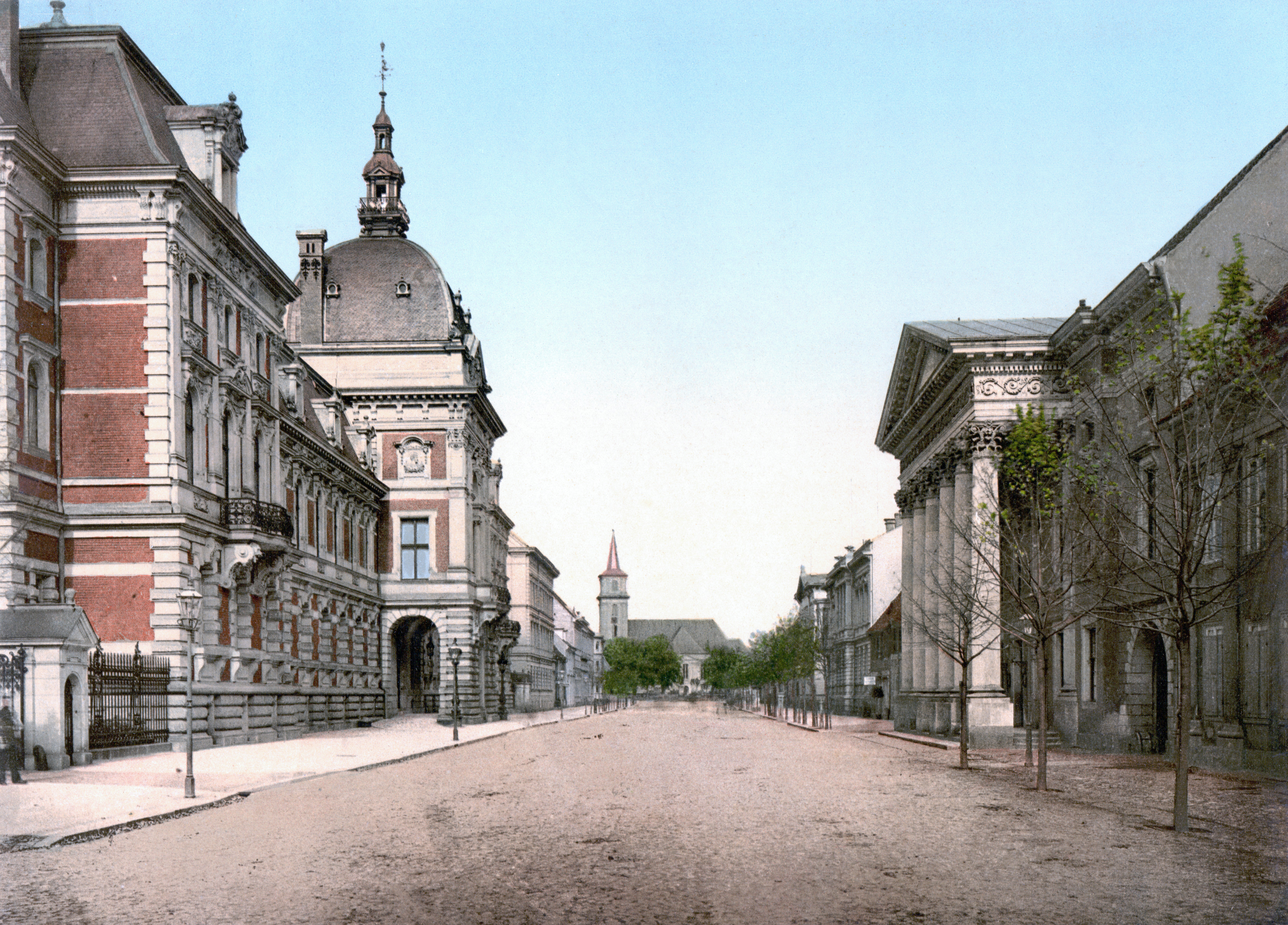
Erbprinzliches Palais in Dessau um 1900. Am linken Rand ist der schmiedeeiserne Zaun erkennbar.

Im Januar 1884 setzte Friedrich Lutzmann seine Reise fort, um in Italien zu arbeiten. Dabei führte ihn seine Wanderschaft von Triest über Venedig, Ferrara, Bologna, Florenz, Rom, Neapel und Genua nach Mailand. Danach arbeitete er ein Jahr bei dem Kunstschlosser Johann Meyer in Luzern in der Schweiz und anschließend für ein halbes Jahr in einer Kunstschlosserwerkstatt in Berlin. Im Anschluss daran eröffnete er in Dessau seine eigene Werkstatt als Bau- und Kunstschlosserei. Innerhalb von drei Jahren entwickelte sich die Werkstatt so weit, dass Lutzmann das Haus kaufen konnte, in dem er bis zu diesem Zeitpunkt zur Miete arbeitete. Eines seiner ersten Werke war das heute noch existierende kunstgeschmiedete Eisengitter um die Villa des Kommerzienrates Albert Meinert, dem heutigen „Krötenhof“ in der Wasserstadt 40.
Seine Arbeiten wurden bekannt und besonders der Vater von Albert Meinert, der eine Tuchfabrik unterhielt, wurde zu einem wichtigen Großkunden. Lutzmann heiratete am 24. September 1887 Alwina Hulda Pohle aus Raguhn. Um seine Arbeiten effektiver zu gestalten, entwickelte er eine Technik, bei der er mit Hilfe von mechanischen Schmiedegesenken schneller arbeiten konnte. Als wichtigsten Auftrag sollte Lutzmann ein großes Ziergitter mit zweiflügeligen Eingangstoren für das Palais des Erbprinzen von Anhalt xx von Auer anfertigen. Für die gute Arbeit wurde ihm am 21. Mai von diesem das Prädikat des „Hofschlossermeisters“ verliehen, das Palais und damit auch das Tor wurden allerdings 1927 abgerissen und sind entsprechend heute nicht mehr zu besichtigen.
Neben seiner Tätigkeit als Kunstschlosser wirkte Lutzmann auch bei der Reparatur und Wartung der Kutschen des Herzogs. Am 18. August 1890 erhielt er in diesem Zusammenhang das Patent auf einen verstellbaren Scherbaumhalter, mit dem es einfacher wurde, die Pferde an die Kutsche zu spannen. Des Weiteren unterhielt Lutzmann eine Fahrradwerkstatt, wo er auch Fahrräder der Firma Rover verkaufte.

### Antisemitismus und politische Aktivitäten

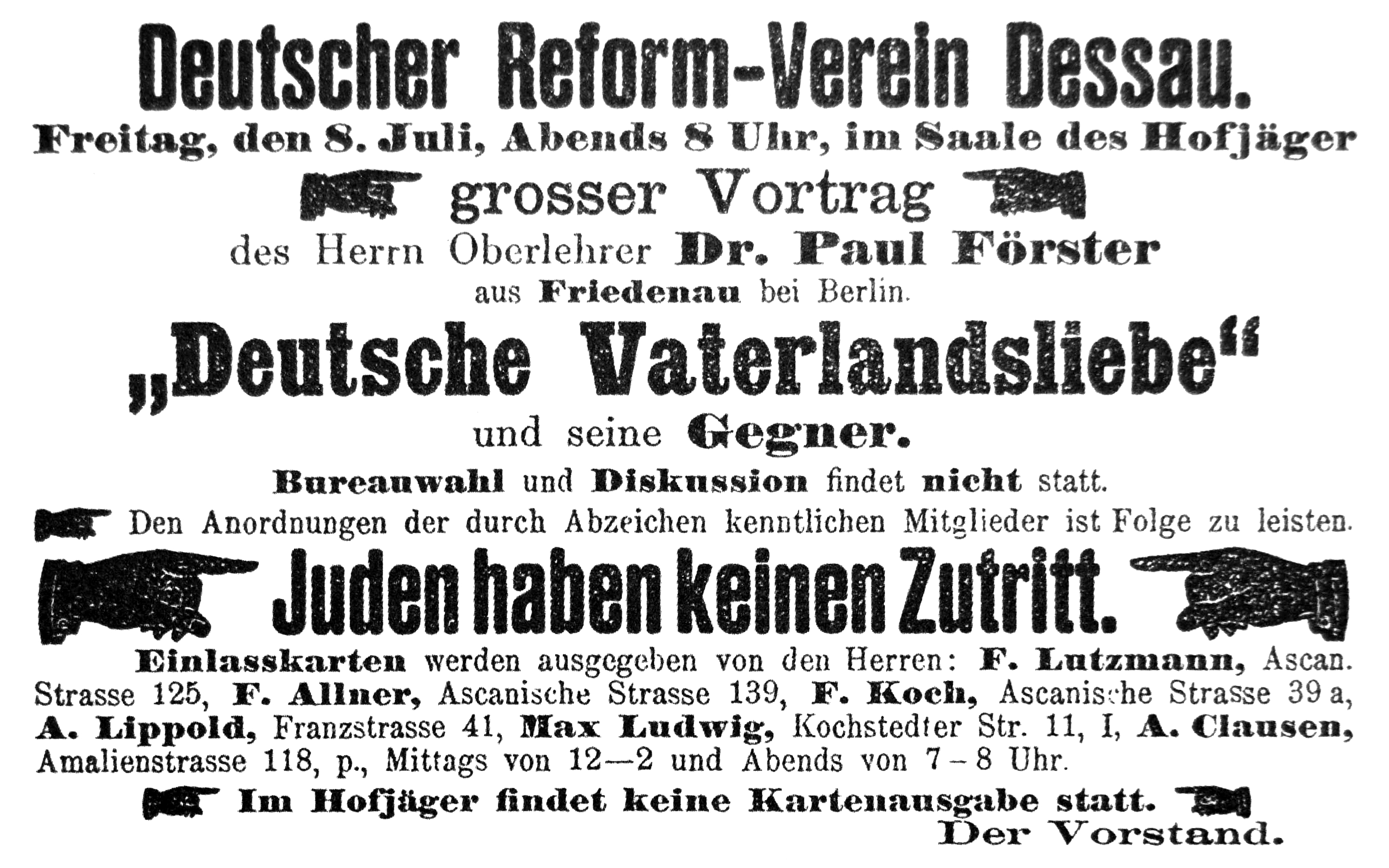
Anzeige des Deutschen Reformvereins Dessau im Anhaltischen Staatsanzeiger vom 7. Juli 1892

Friedrich Lutzmann nahm in der am 8. April 1891 gegründeten Dessauer Ortsgruppe des antisemitischen Deutschen Bundes für Hebung des Mittelstandes (später: Deutscher Reformverein) eine führende Rolle ein.
Die Mitglieder des der Deutschsozialen Partei nahestehenden Vereins stammten hauptsächlich aus dem örtlichen Mittelstand; unter ihnen war auch Lutzmanns Geschäftspartner Fritz Koch. Der Deutsche Reformverein organisierte in Dessau unter anderem völkisch-nationalistische und judenfeindliche Vorträge wie den von Paul Förster am 8. Juli 1892 unter dem Titel „Deutsche Vaterlandsliebe und seine Gegner“.

### Das erste Taxiunternehmen Deutschlands

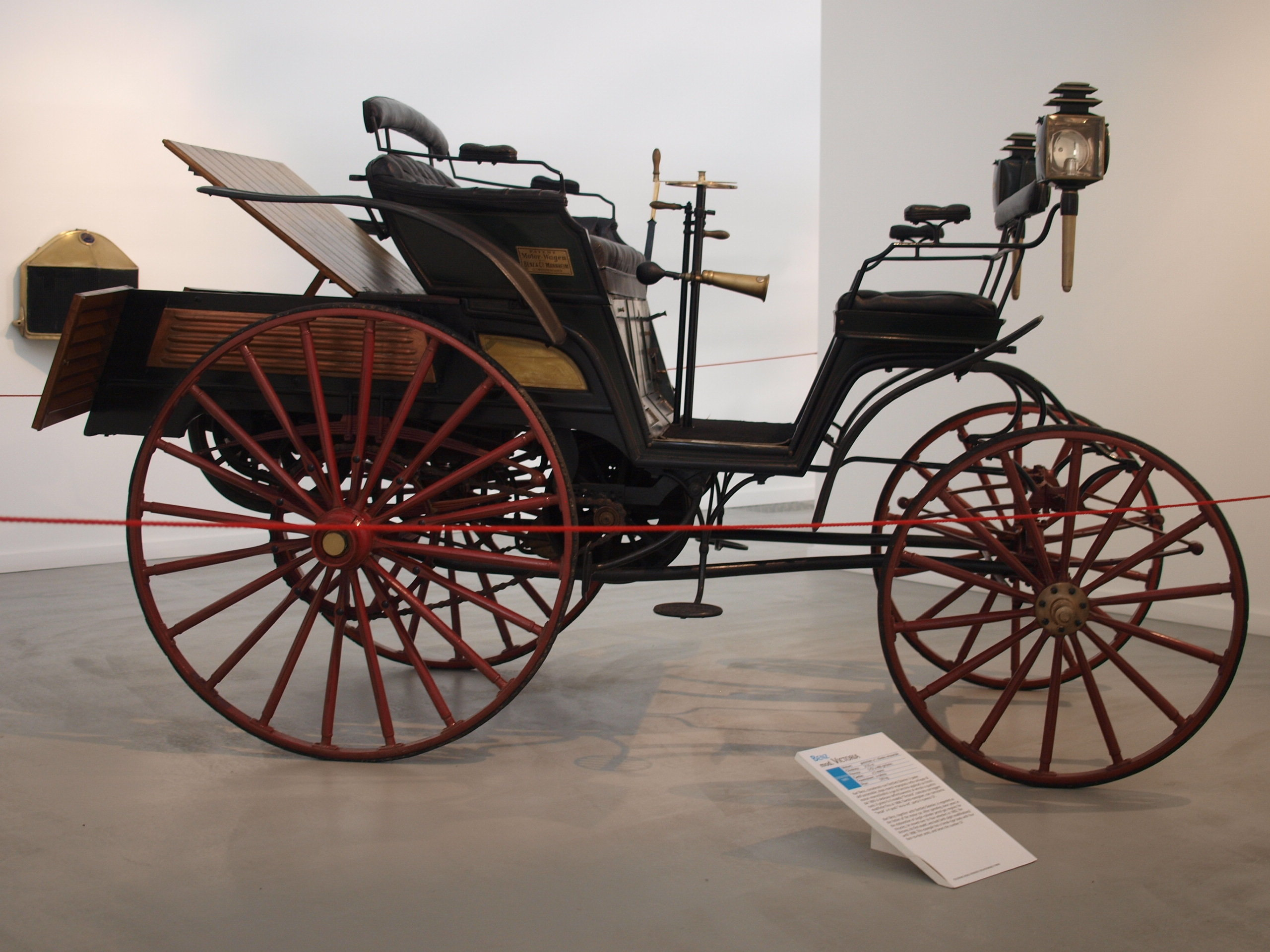
Benz Victoria Vis-à-vis

Der erste Motorwagen wurde 1886 von Carl Benz entwickelt und bereits kurze Zeit später begann sich auch Friedrich Lutzmann dafür zu interessieren. Er wendete sich entsprechend 1893 dem Automobilbau zu, nachdem er am 28. April des Jahres den ersten Motorwagen in Dessau gesehen hatte. Dabei handelte es sich um das Fahrzeug des Industriellen Fritz Kühne, einen viersitzigen Benz Victoria Vis-à-Vis, mit dem dieser von Leipzig nach Dessau kam. Lutzmann und sein Freund, der Klempnermeister Fritz Koch, erfuhren davon in der Zeitung und begutachteten das Fahrzeug. Sie unterhielten sich mit Kühne, der aus Begeisterung für die Motorwagen neben seinem Zentralheizungsbau-Unternehmen auch die Vertretung der Benz-Fahrzeuge übernommen hatte. Lutzmann beschloss nach eigenen Worten an diesem Abend, selbst Motorwagen zu bauen.
Er bestellte sich über Kühne einen eigenen Benz Victoria Vis-á-Vis bei der Firma Benz & Cie. in Mannheim, den er nach viermonatiger Wartezeit auch erhielt und dort abholen konnte. Auf der Rückreise begleitete sie ein Werksmonteur, der nur die letzte Etappe von Leipzig bis Dessau nicht mitfuhr und nach Mannheim zurückkehrte.
Am 17. September eröffneten Fritz Koch und Lutzmann gemeinsam den „Motorwagen-Fahr-Verkehr“, der die Strecken von Dessau nach Wörlitz und nach Aken befuhr. Die Fahrtzeit betrug dabei im optimalen Fall etwa eine Stunde, in der die 15 Kilometer zurückgelegt wurden, als Fahrpreis hatten die drei Passagiere eine Mark pro Person zu zahlen. Für die Passagiere wurde dies die erste Möglichkeit, einen Motorwagen auszuprobieren, aber im Winter ging die Nachfrage für den Transport im offenen Wagen merklich zurück. Am 19. Januar 1894 startete das Unternehmen erneut, diesmal mit einem eigens für das Fahrzeug angefertigten Lederverdeck. Bis zur Eröffnung der Eisenbahnstrecke am 22. September 1894 wurde der Betrieb aufrechterhalten, danach wurden Lutzmann und Koch die ersten Taxiunternehmer Deutschlands, indem sie Fahrdienste in Dessau übernahmen. 1894 wurde die Straßenbahn in Dessau eingeführt, die wesentlich billiger war, sodass sie wieder ein neues Betätigungsfeld brauchten.

## Die Automobilkonstruktion und -produktion
Vermutlich im Mai 1894 (das genaue Datum ist nicht bekannt), und damit gut ein Jahr nach Lutzmanns erster Begegnung mit dem Benz-Motorwagen, verließ das erste eigene straßentaugliche Fahrzeug die Fabrikhalle.
Lutzmann beschäftigte in seiner Dessauer Fabrik nur etwa 20 Arbeiter, deutlich weniger als etwa die Konkurrenten Daimler (DMG) und Benz.

### Modellversionen
Insgesamt wurde der Lutzmann-Motorwagen in mindestens 14 verschiedenen Varianten angeboten, von denen die meisten den Beinamen „Pfeil“ führten. Von jedem dieser Modellvarianten wurde mindestens ein Exemplar tatsächlich gebaut.

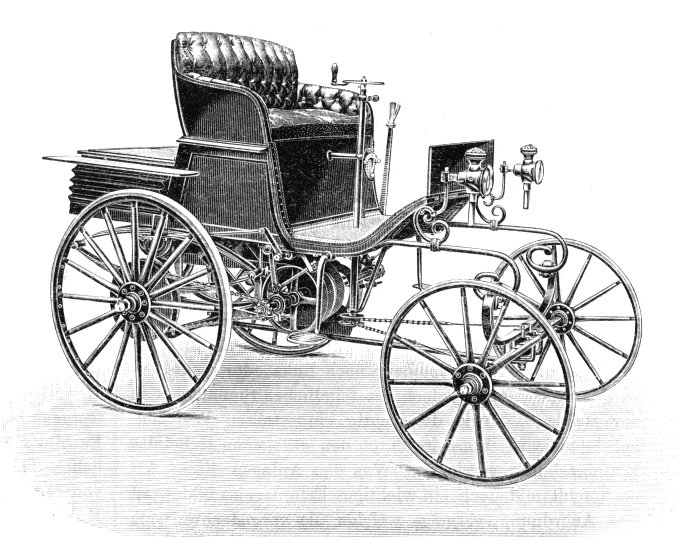
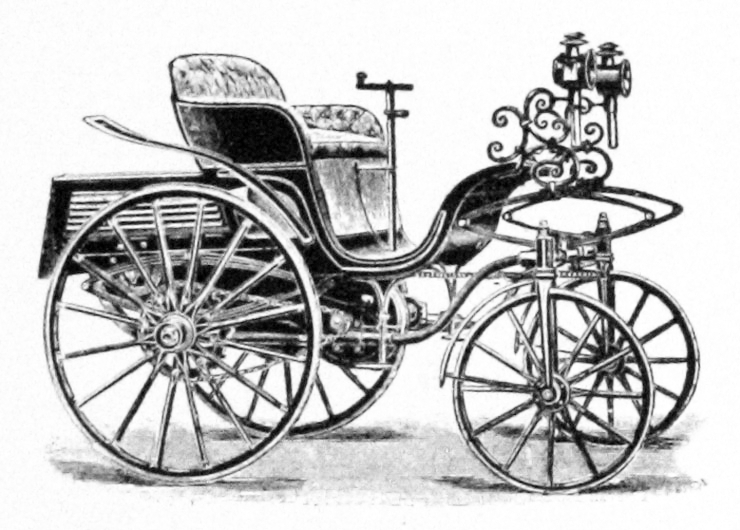
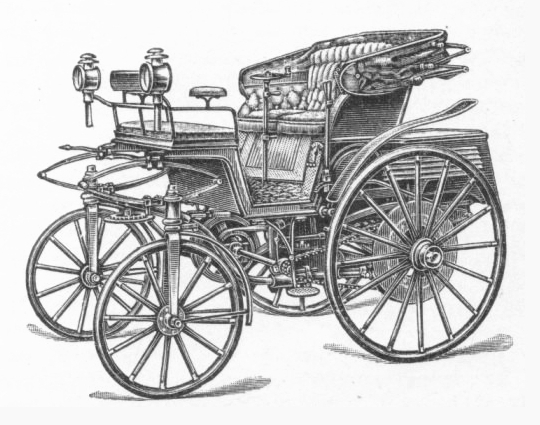
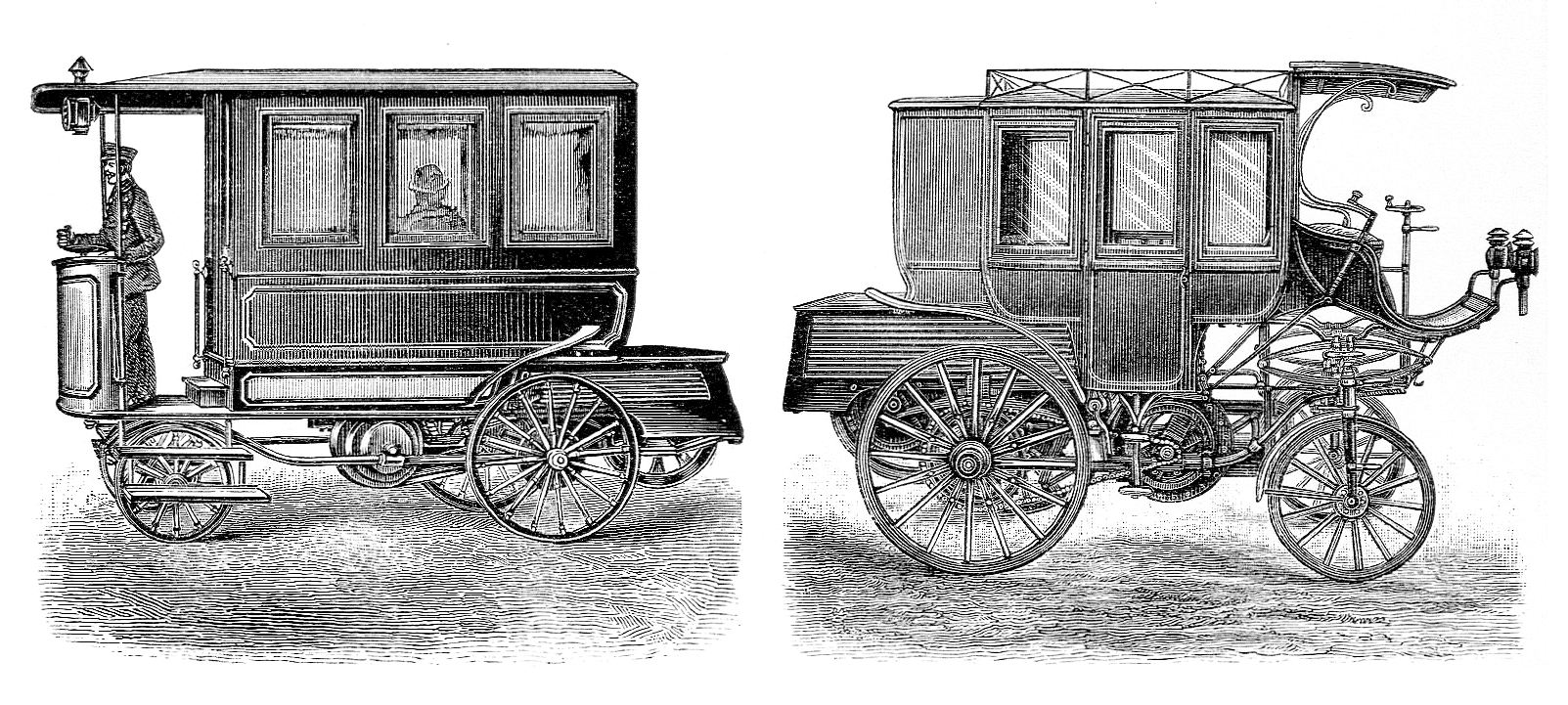

Von links nach rechts: Pfeil A, Pfeil 1, Pfeil 2 mit Halbverdeck, Pfeil 5 und Pfeil 4

### Die erste Internationale Automobilausstellung
Am 30. September 1897 wurde im Berliner Hotel Bristol der Mitteleuropäische Motorwagen-Verein gegründet, der erste Automobilclub Deutschlands. Friedrich Lutzmann gehörte zu den Gründungsmitgliedern, wie unter anderem auch Vertreter von Daimler, Benz, Škoda, Siemens & Halske und Kühlstein.
Im Anschluss an die Gründungssitzung wurde eine Automobilausstellung veranstaltet, mit anschließender Demonstrationsfahrt nach Grunewald. Diese Ausstellung war die erste ihrer Art in Deutschland und Vorgänger der Internationalen Automobilausstellung.
Es gab nur vier Aussteller: Benz mit drei, Daimler mit einem und Lutzmann mit zwei Motorfahrzeugen. sowie Kühlstein mit einem Elektroautomobil.
Bei den von Lutzmann ausgestellten Automobilen handelte es sich um einen Pfeil 0 und einen Pfeil 1.

## Die Opel-Periode

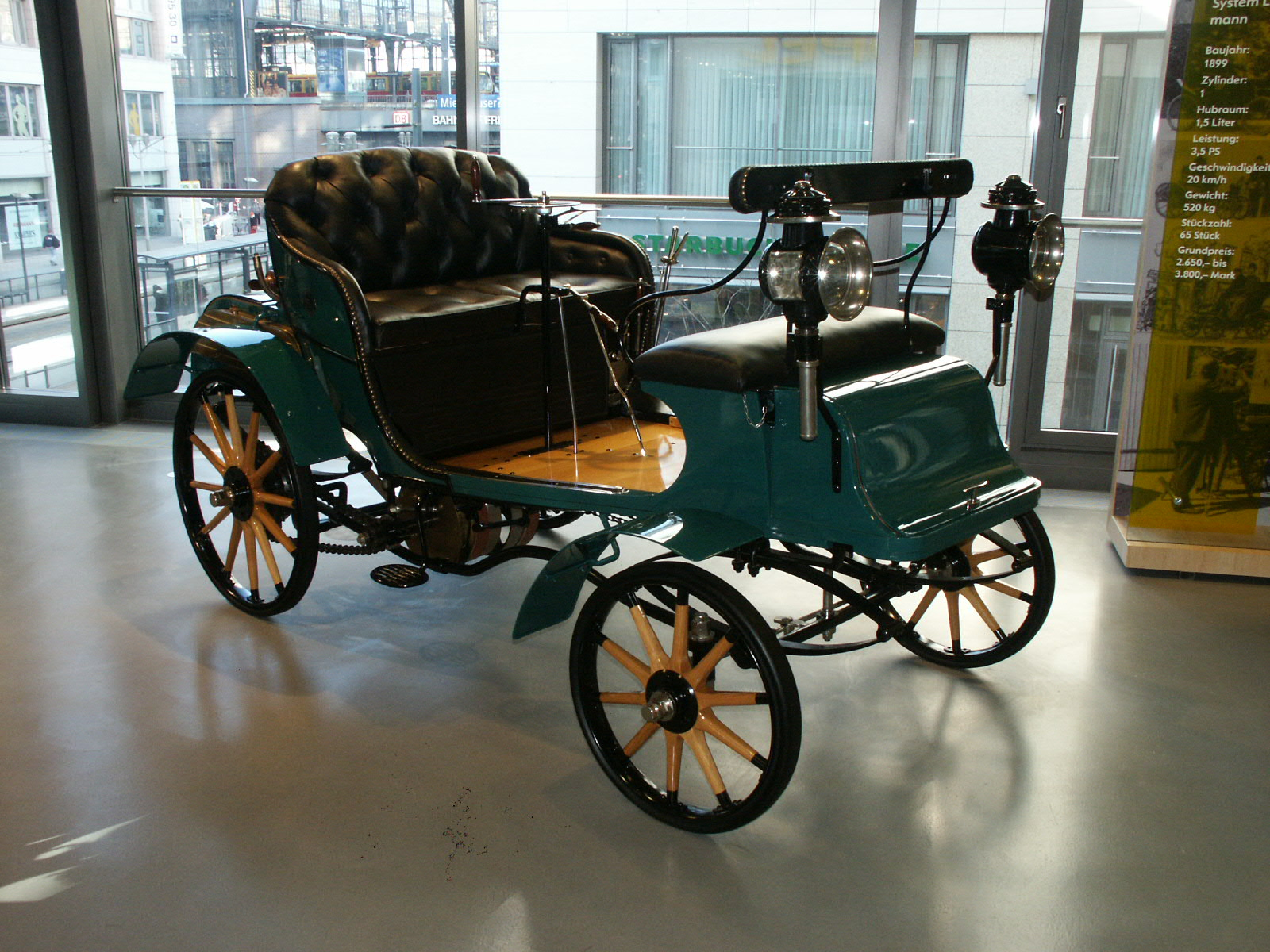
Opel Patentmotorwagen System Lutzmann (1899) – heute in Besitz der Adam Opel AG

Ende des 19. Jahrhunderts wurde der Fahrradmarkt geradezu überschwemmt, was zu deutlichen Absatzeinbußen für Opel führte. Hinzu kam eine allgemeine wirtschaftliche Flaute. Die Gebrüder Opel machten sich daher auf die Suche nach einem weiteren Standbein. Auf der Automobilausstellung von 1897 nahmen Wilhelm und Fritz Opel dann Kontakt mit Friedrich Lutzmann auf. Zweimal besuchten sie auch die Motorwagenfabrik Lutzmanns in Dessau.
Schließlich beschloss Sophie Opel, die nach dem Tod ihres Ehemanns die Opelwerke führte, auf Betreiben ihrer Söhne, Lutzmanns gesamte Fabrik, alle Maschinen und Patente zu kaufen und nach Rüsselsheim zu verlegen. Dazu kam auch ein weitgehend fertiggestellter Patentmotorwagen Pfeil 0. Lutzmann sollte Direktor der neuen Motorwagenfabrikation in Rüsselsheim werden, alle Arbeiter aus Dessau sollten übernommen werden.
Laut Vertrag betrug der Kaufpreis insgesamt 116.687 Mark (heutiger Gegenwert: etwa 971.000 Euro). Das Jahresgehalt für Lutzmann sollte großzügige 8.000 Mark (etwa 67.000 Euro) betragen. Am 21. Januar 1899 wurde der Vertrag schließlich unterschrieben. Dieses Datum gilt seither als offizieller Beginn des Automobilbaus bei Opel. Ab Februar wurden dann in einer Ecke der Rüsselsheimer Opelwerke die ersten Motorfahrzeuge hergestellt.
Am 8. Juni 1899 verstarb Hulda Lutzmann im Alter von 37 Jahren in Rüsselsheim nach langer Krankheit. Sie hinterließ ihm drei Kinder: Friedrich, Charlotte und Katharina. Lutzmann stürzte sich daraufhin in seine Arbeit. Am 31. Mai 1900 heiratete Lutzmann ein zweites Mal. Anna Marie Ochsenhirt, geschiedene Vombach, wurde eine begeisterte Autofahrerin und am 29. Juli 1900 zur ersten Opel-Werksrennfahrerin. Sie brachte zudem zwei eigene Kinder aus erster Ehe mit in die Familie. Am 14. Juli 1901 wurde die gemeinsame Tochter Else geboren.

### Der Opel Patentmotorwagen
Der Opel Patentmotorwagen „System Lutzmann“ war ein leichtes Automobil, basierend auf dem Lutzmann Pfeil 0, das nicht über die für die größeren Lutzmann-Modelle übliche Achsgabellenkung verfügte, sondern über eine Achsschenkellenkung. Ebenfalls weggefallen waren die schmiedeeisernen Ornamente zu Gunsten einer einfacheren Karosseriegestaltung. Die ersten Werbeannoncen zeigten jedoch noch alte, teils nicht mehr produzierte Lutzmann-„Pfeil“-Modelle.
Der Motor mit einzelnem liegendem Zylinder holte aus etwa 1,5 Litern Hubraum 3,5 PS, was immerhin gut war für eine Höchstgeschwindigkeit von über 20 km/h. Die Drehzahlen wurden gegenüber den Lutzmann-Motorwagen leicht auf 650 min−1 angehoben. Die Motoren des Opel-Motorwagens wurden nun aus deutlich günstigerem Grauguss gefertigt. Diese Umstellung war jedoch nicht ganz einfach und erforderte die Anschaffung einer besonderen Zylinderbohrmaschine.
Im ersten Motorwagen-Prospekt aus der zweiten Hälfte des Jahres 1899 bewarb Opel außerdem einen Lastwagen, eine Weiterentwicklung des Lutzmann Pfeil 6, sowie einen „Duc“ genannten Viersitzer, basierend auf dem Modell „Break“. Der Lastwagen wurde von der zeitgenössischen Presse auf den Namen „Koloss von Rüsselsheim“ getauft.
Wie anhand eines noch erhaltenen Auftragsbuches ersichtlich, wurden immer auch in großem Umfang Sonderwünsche der Kunden erfüllt, neben stärkeren Motoren beispielsweise auch moderne Karbid-Lampen.
1899 wurden lediglich 11 Fahrzeuge ausgeliefert. Um 1900 war die Mitarbeiterzahl dennoch auf über 70 angewachsen. Etwa 65 Exemplare wurden bis 1901 hergestellt, bevor Opel die Produktion einstellte.
Ein voll funktionsfähiges Exemplar (Viersitzer) befindet sich heute in Besitz der Adam Opel AG, ein weiteres (Zweisitzer) steht im Deutschen Museum in München.

### Opels Abkehr von Lutzmann
Um 1900 war Lutzmanns Konstruktion bereits veraltet, besonders im Vergleich zu modernen Automobilen aus Frankreich (beispielsweise von Renault oder De Dion-Bouton), die oft bereits einen vorne eingebauten Motor und Achsantrieb über eine Kardanwelle besaßen. Auch die Karosserie hatte sich nun deutlich von einer Pferdekutsche zu unterscheiden.
Das musste auch Lutzmann einsehen, und so waren die Opel-Brüder gezwungen, sich von ihm zu trennen.
Im Jahr 1901 übernahmen die Opel-Brüder zunächst die Generalvertretung für Renault in Deutschland, 1902 wurde dann ein Kooperationsvertrag mit dem französischen Automobilhersteller Alexandre Darracq geschlossen, der bis 1907 Bestand hatte. Die zwei Jahre der Automobilproduktion mit dem Patentmotorwagen System Lutzmann brachten jedoch immerhin wertvolle Erfahrungen.

## Die späten Jahre

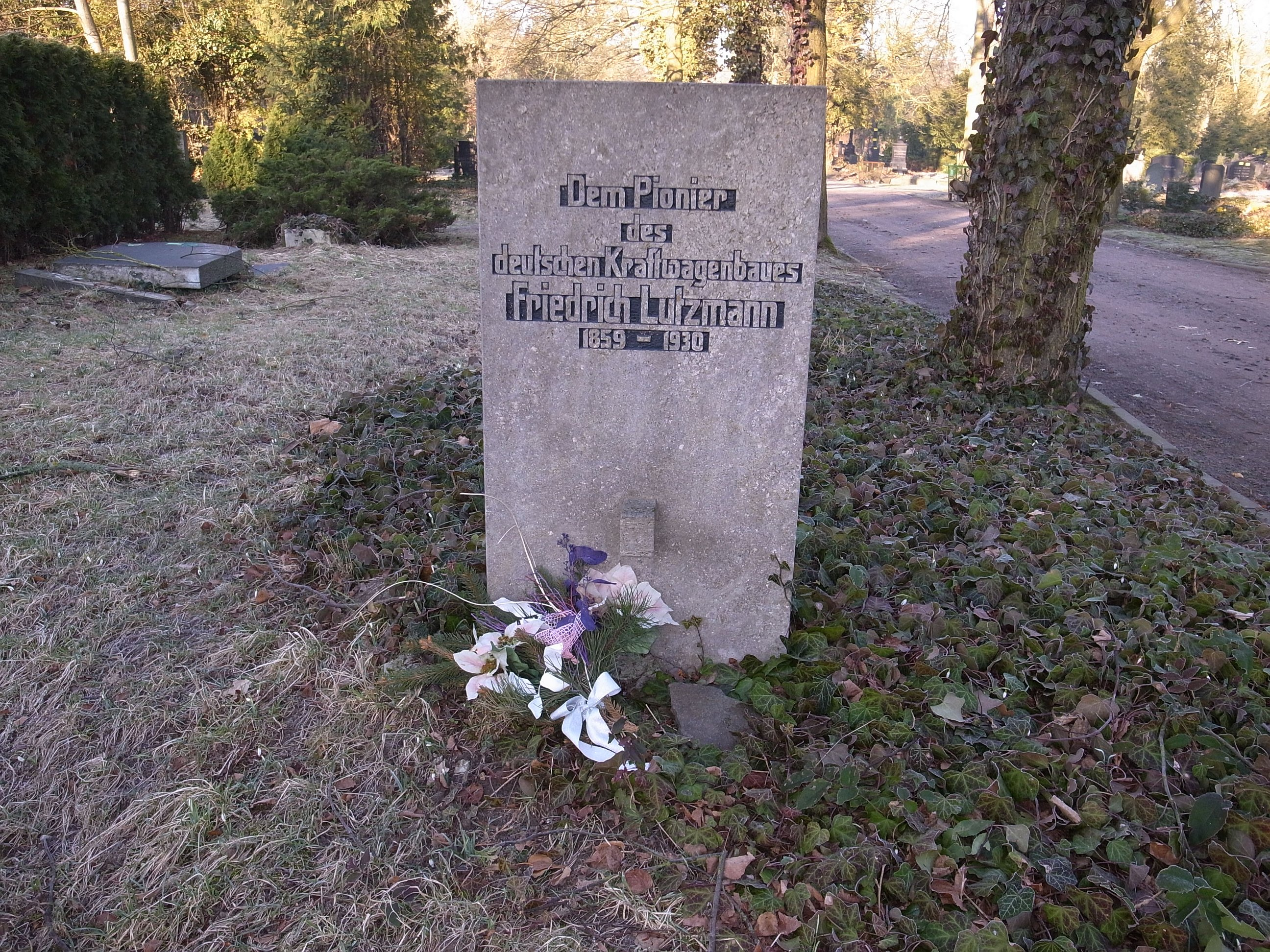
Grabstein in Dessau

Nachdem Lutzmann die Adam Opel AG verlassen hatte, versuchte er mit dem Kauf einer Mineralwasser-Getränkefabrik in Untermhaus bei Gera einen Neuanfang, zu der auch 12 Filialen mit Trinkhäusern in der Umgebung gehörten. Der mit Opel abgeschlossene Vertrag erlaubte ihm nicht, weiter in der Automobilbranche tätig zu sein. Das Unternehmen lief jedoch nur schleppend und blieb auch im zweiten Jahr ein Zuschussgeschäft. Ende 1903 musste er Konkurs anmelden.
Im Oktober 1903 schiffte sich die gesamte Familie Lutzmann auf der Hamburg-Amerika-Linie nach Porto Alegre ein. Lutzmann wollte sich in Südamerika unter anderem nach neuen Betätigungsmöglichkeiten umsehen, hatte jedoch keinen Erfolg. Schon im Herbst 1904 kehrte die Familie wieder nach Europa zurück und ließ sich in Zürich nieder, wo Lutzmann sich in der Schreibmaschinen-Branche betätigte.
Nach dem Ersten Weltkrieg verlor Lutzmann durch die Inflation sein in Deutschland verbliebenes Vermögen. Im September 1922 kehrte er schließlich nach Dessau zurück. Hugo Junkers, mit dem Lutzmann seit der Zeit der „Anhaltischen Motorwagenfabrik“ befreundet war, bot ihm nun eine Anstellung als Archivleiter an. Am 30. Mai 1925 lud Junkers ihn und seine Frau anlässlich der Silberhochzeit sogar zu einem Rundflug ein. Im Jahr darauf schon musste sich Junkers aufgrund wirtschaftlicher Schwierigkeiten jedoch von Lutzmann trennen.
Der nun 68-Jährige wandte sich daraufhin an die Stadt Dessau mit der Bitte um Unterstützung. Er erhielt daraufhin für sich und seine Frau eine Wohnung im Rentnerheim in der Herzogsallee (heute Mendelssohn-Straße) 14.
Am 23. April 1930 starb Lutzmann und wurde auf dem Dessauer Friedhof III bestattet. Mit seinem Tod endete ein bedeutendes Kapitel der Frühzeit des Automobilbaus.
Erst einige Jahre später errichtete die Stadt Dessau ihm einen schlichten Gedenkstein.

## Nachwirkungen
Eine späte Ehrung erhielt die Witwe Marie Lutzmann, als ihr 1936 auf Anordnung der Reichsregierung eine Ehrenrente vom Reichsverband der Automobilindustrie zugestanden wurde. Dies ermöglichte ihr einen Lebensabend ohne finanzielle Sorgen.
In Dessau gibt es seit 1996 eine Lutzmannstraße. Die Unternehmenszentrale der Adam Opel AG in Rüsselsheim am Main liegt seit 1998 am Friedrich-Lutzmann-Ring.
Die Stadt Nienburg an der Saale, der Geburtsort Lutzmanns, plant eine Gedenksäule, für die derzeit Spenden gesammelt werden.